# Палимпсест
Палимпсест (от старогръцки πάλιν, „пак“, „отново“, и ψάειν, „търкам“) е древен ръкопис, чийто оригинален текст е отстранен чрез търкане или промиване, а след това страницата – или страниците – са използвани за друг, нов текст.
Съществуват много известни палимпсести – например Библията от 5 в. от Египет, чийто текст през XII в. е бил заменен с друг (Codex Ephraemi Rescriptus), съхраняван във Френската национална библиотека. Друг известен палимпсест е Архимедовият, средновековен ръкопис на пергамент, съставен от 174 фолиа. В последната му форма той представлява византийски молитвеник, написан на гръцки (euchologion), през 1229 г. вероятно в Йерусалим. Под него обаче личи друг изстърган текст, съдържащ текстове, свързвани с Архимед. В заличения текст са идентифицирани поне седем негови трактата.
Свързани с България са Боянският палимпсест и Ватиканският палимпсест.
В много случаи древният текст може да се прочете – например чрез снимки в ултравиолетова светлина.